# Esquí de fondo adaptado
El esquí de fondo adaptado es un deporte derivado del esquí de fondo, practicado por personas con discapacidad física, visual e intelectual. Está regulado por el Comité Paralímpico Internacional. Forma parte del programa paralímpico desde los Juegos de Örnsköldsvik 1976.